# Понтриё
Понтриё (фр. Pontrieux, брет. Pontrev) — коммуна во Франции, находится в регионе Бретань. Департамент — Кот-д’Армор. Входит в состав кантона Бегар. Округ коммуны — Генган.
Код INSEE коммуны — 22250.

## География
Коммуна расположена приблизительно в 410 км к западу от Парижа, в 130 км северо-западнее Ренна, в 36 км к северо-западу от Сен-Бриё.
По территории коммуны протекает река Триё.

## Население
Население коммуны на 2016 год составляло 1036 человек.
| 1962 | 1968 | 1975 | 1982 | 1990 | 1999 | 2008 | 2016 |
| ---- | ---- | ---- | ---- | ---- | ---- | ---- | ---- |
| 1543 | 1411 | 1359 | 1146 | 1050 | 1121 | 1081 | 1036 |

## Администрация
| Период | Период | Фамилия          | Партия                    | Примечания                                                                             |
| ------ | ------ | ---------------- | ------------------------- | -------------------------------------------------------------------------------------- |
| 1947   | 1971   | Эрве Ле Такон    | голлист                   | член генерального совета кантона                                                       |
| 1971   | 1983   | Альбер Вебер     | Разные левые              |                                                                                        |
| 1983   | 2014   | Ив Ле Муэ        | Союз за народное движение | член генерального совета кантона (1992—2004) президент сообщества коммун Триё (с 2001) |
| 2014   |        | Самуэль Ле Гуайя | Разные левые              | профессор                                                                              |

## Экономика
В 2007 году среди 593 человек в трудоспособном возрасте (15—64 лет) 406 были экономически активными, 187 — неактивными (показатель активности — 68,5 %, в 1999 году было 60,3 %). Из 406 активных работали 347 человек (182 мужчины и 165 женщин), безработных было 59 (30 мужчин и 29 женщин). Среди 187 неактивных 56 человек были учениками или студентами, 66 — пенсионерами, 65 были неактивными по другим причинам.

## Фотогалерея
- Понтриё
- Мост через реку Триё
- Фонтан
- Мельница